# Åke Jonsson (diplomat)
Albert Åke Axel Jonsson, född 7 augusti 1919 i Särö i Hallands län, död 10 juli 2007 i Schweiz, var en svensk diplomat.
Jonsson var son till generalkonsul Axel Jonsson och Sigyn Janson. Han blev pol.mag. i Uppsala 1942 och attaché vid Utrikesdepartementet (UD) samma år. Jonsson tjänstgjorde i Rom 1942, New York 1943, Washington, D.C. 1943, Sydney 1946, Canberra 1947 och vid UD 1948. Han var förste ambassadsekreterare i London 1952, Bern 1954, London 1955, Washington, D.C. 1955, Mexico City 1955, ambassadråd där 1959 och i Köpenhamn 1961–1963 samt chargé d'affaires där 1963. Jonsson var därefter sändebud i Montevideo 1964–1969, Beirut, jämväl i Amman, Damaskus och Nicosia 1969–1974, Riyadh 1969–1974, Sanaa 1971–1974 och i disponibilitet 1974. Han var director of international relations vid Världsnaturfonden i Morges 1974–1977 och diplomatisk rådgivare där från 1978 samt vid World Conservation Centre i Gland från 1980.
Jonsson var ordförande i svenska GATT-delegationen i Punta del Este 1967. Han var ledamot i European Advisory Board Albany International i New York, USA 1977 och styrelseledamot i Martel Catala et Cie från 1978 och Securities Atlanta Corporation från 1982. Jonsson gifte sig 1958 med Gunnel Sahlin (född 1924), dotter till direktör Gustaf Sahlin och Sivi Michelson.

## Utmärkelser
- Kommendör av Nordstjärneorden, 6 juni 1970.[3]